# Аливерди-заде, Керим Салим оглы
Керим Салим оглы Аливерди-заде (1911 — ?) — советский учёный, лауреат Сталинской премии третьей степени (1950).

## Биография
Родился 1 апреля 1911 года в селе Карабаглы (ныне Агдамском районе, Азербайджан).
Аливерди-заде в 1933 году успешно окончил высшие инженерно-педагогические курсы при ПО «Азнефть». В 1934 году по направлению ПО «Азнефть» поступил в Азербайджанский индустриальный институт и в 1938 году окончил с отличием и получил диплом инженера-механика.
С 1938 года начал свою трудовую деятельность на машиностроительном заводе им. Шмидта в должности инженера-конструктора. С ноября 1940 года работал в Азербайджанском научно-исследовательском институте нефтяного машиностроения (АзИНМАШ) в следующих должностях: старший инженер-конструктор, главный инженер, зам.директора по научной работе.
В 1952—1954 годы он работал в должности директора «Нефтегазопроектного» института. С 1954 по 1974 год работал в АзИНМАШе в должности заместителя директора по научной работе. С 1972 года преподавал в должности профессора кафедры «Теории машин и механизмов» Азербайджанского института нефти и химии.
С 1974 по 1990 год заведовал кафедрой «Нефтепромысловая механика, машины и механизмы», с 1990 года до конца своей жизни был профессором этой же кафедры.

## Научная деятельность
В 1954 году защитил кандидатскую, в 1963 году — докторскую диссертацию; профессор (1964).
Один из создателей оборудования для эксплуатации скважин штанговыми скважинными насосными установками и в частности типоразмерного ряда станков-качалок.
Автор 3 монографий, 300 научных статей и учебных пособий и около 100 изобретений. Среди его трудов необходимо выделить следующие: «Балансирные индивидуальные приводы глубиннонасосной установки» (1951), «Вопросы механики и техники длинноходового режима откачки» (1958), «Приводы штангового глубинного насоса» (1973). Он также является соавтором учебного пособия «Расчет и конструирование оборудования для эксплуатации нефтяных скважин» (1959).
Подготовил 15 кандидатов наук.

## Награды
- Сталинская премия третьей степени (1950) — за коренную реконструкцию глубоконасосного метода добычи нефти
- заслуженный деятель науки и техники Азербайджанской ССР (1981).

## Комментарии
1. ↑  Ныне — в Агдамском районе.